# Cerhenice (odbočka)
Cerhenice (nebo též Odb Cerhenice) jsou odbočka, která se nachází v km 359,840 dvoukolejné trati Praha – Česká Třebová mezi stanicemi Pečky a Velim. Účelem odbočky je zvýšení propustnosti trati v případě výluk a mimořádností. Odbočka se nachází poblíž zastávky Cerhenice, leží na pomezí katastrálních území Cerhenice a Dobřichov v okrese Kolín.

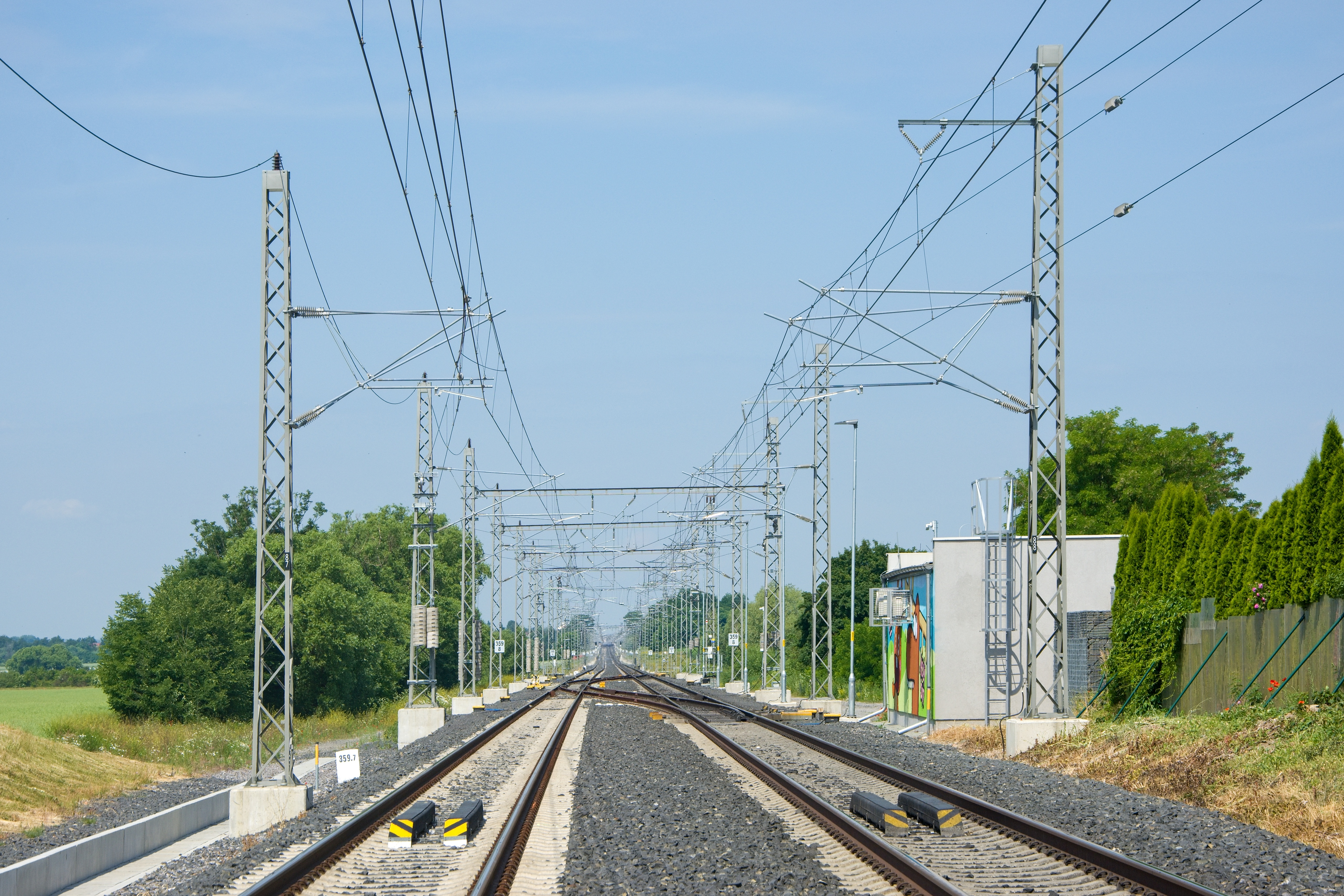
Zhlaví odbočky, pohled od Velimi k Pečkám

## Historie
Odbočka byla postavena v rámci modernizace trati mezi stanicemi Poříčany a Velim, která proběhla v letech 2020–2022. Samotná výstavba odbočky proběhla v roce 2021. Odbočka by musela být v rámci opravy trati zřízena alespoň jako provizorní pro zvýšení propustnosti po dobu stavby, ale bylo rozhodnuto, že odbočka vznikne jako trvalá dopravna. K aktivaci odbočky došlo 31. srpna 2021.

## Popis odbočky
Odbočka je vybavena elektronickým stavědlem ESA 44 s ovládáním pomocí rozhraní JOP. Odbočka je trvale neobsazena (místní ovládání není možné) a je dálkově ovládána z CDP Praha, případně z pracoviště pohotovostního výpravčího v Kolíně, nebo ze stanice Velim. V nouzových případech může výhybky přestavovat ručně staniční dozorce, který na místo dorazí.

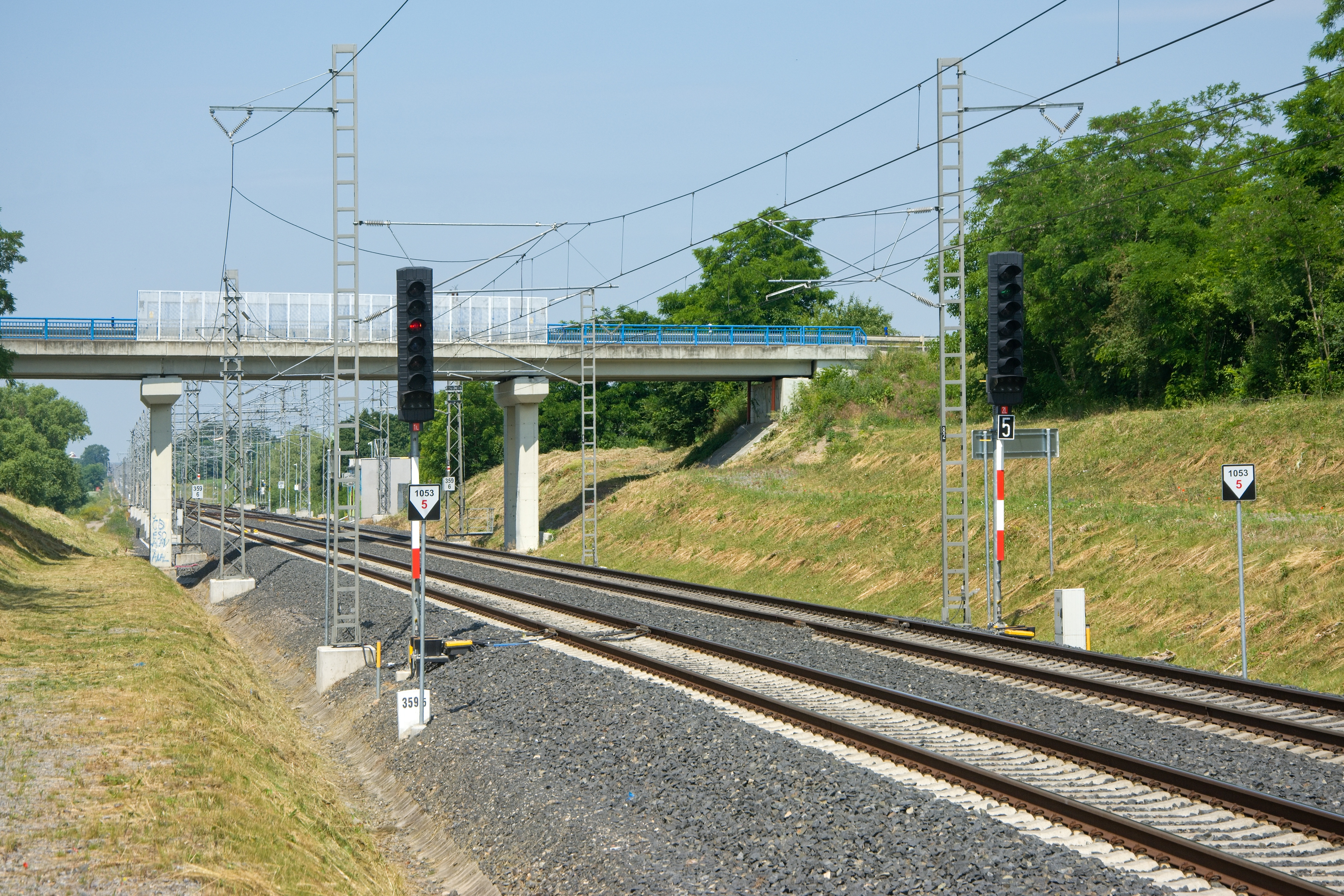
Vjezdová návěstidla 1L a 2L

V odbočce jsou celkem čtyři výhybky ve dvou spojkách mezi traťovými kolejemi. Výhybky jsou vybaveny elektromotorickými přestavníky a nemají ohřev. Při jízdě odbočkou jiným než přímým směrem je možné jet maximální rychlostí 80 km/h. Ve směru od Peček je odbočka kryta vjezdovými návěstidly 1S a 2S v km 360,270, z opačného směru pak 1L a 2L v km 359,510. Jízdy vlaků v přilehlých traťových úsecích jsou zabezpečeny obousměrným tříznakým automatickým blokem ABE-1 s kolejovými obvody.